# Xestia cervina
Xestia cervina là một loài bướm đêm trong họ Noctuidae.